# Werner von Frankenberg und Proschlitz

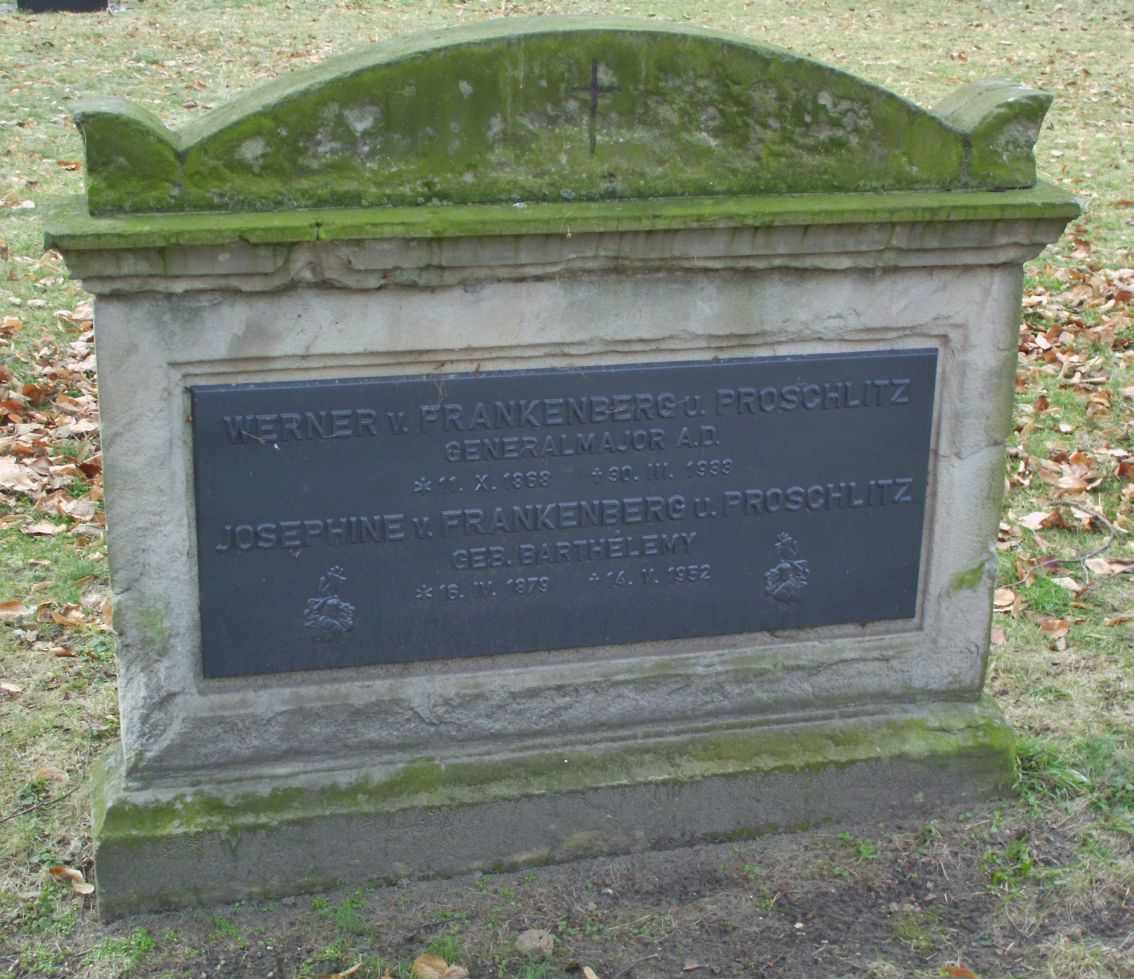
Grab von Werner und Josephine von Frankenberg-Proschwitz auf dem Invalidenfriedhof Berlin (Zustand 2013)

Werner Ernst Viktor Egbert von Frankenberg und Proschlitz (* 11. Oktober 1868 in Stettin; † 30. März 1933 in Berlin) war ein preußischer Generalmajor.

## Leben

### Herkunft
Er stammt aus dem schlesischen Uradelsgeschlecht Frankenberg und war der älteste Sohn des späteren Generalleutnants Egbert von Frankenberg und Proschlitz und dessen Ehefrau Anna, geborene Kolbe (1846–1907).

### Militärkarriere
Nach seiner Erziehung im elterlichen Hause sowie dem Besuch der Gymnasien in Cottbus, Straßburg, Hanau und Kassel trat Frankenberg am 1. April 1887 als Dreijährig-Freiwilliger mit der Aussicht auf Beförderung in das 2. Garde-Regiment zu Fuß der Preußischen Armee ein. Er avancierte bis Mitte September 1888 zum Sekondeleutnant, diente ab 1892 als Bataillonsadjutant und war von April bis September 1895 zur Dienstleistung beim 1. Garde-Regiment zu Fuß kommandiert. Zwischenzeitlich Ende Mai 1895 zum Premierleutnant aufgestiegen, absolvierte Frankenberg ab Oktober 1895 zur weiteren Ausbildung die Kriegsakademie. Im Anschluss daran war er zur Erlernung der russischen Sprache für sechs Monate nach Russland beurlaubt. Nach seiner Rückkehr folgte zum 1. April 1899 seine Kommandierung auf ein Jahr zur Dienstleistung beim Großen Generalstab. Dieses Kommando verlängerte sich um ein weiteres Jahr, bis Frankenberg schließlich am 12. August 1900 als Adjutant zum Armee-Oberkommando in Ostasien übertrat. Bei der Niederschlagung des Boxeraufstandes in China nahm er an der Expedition von Peking nach Yenking–Singauphu–Sjchaikou sowie dem Gefecht bei Hophu teil. Dafür erhielt er den Kronen-Orden IV. Klasse mit Schwertern, den Orden der Heiligen Anna III. Klasse mit Schwertern sowie das Ritterkreuz I. Klasse des Friedrichs-Ordens.
Als Hauptmann erfolgte Anfang Juni 1901 seine Versetzung zum Generalstab des Kommandos der Ostasiatischen Besatzungsbrigade, aus der er zum 5. März 1904 ausschied. Daraufhin wurde Frankenberg als aggregiert beim Grenadier-Regiment „König Friedrich Wilhelm IV.“ (1. Pommersches) Nr. 2 angestellt und am 16. März 1905 zum Chef der 11. Kompanie ernannt. Mit der Versetzung in den Generalstab der Armee kam er am 10. April 1906 in den Generalstab der 37. Division und stieg Mitte September 1907 zum Major auf. Als solcher war er von Oktober 1908 bis April 1911 im Generalstab des Gouvernements Straßburg und anschließend im Großen Generalstab tätig. Nachdem man Frankenberg am 13. September 1911 zum Generalstab des II. Armee-Korps kommandiert hatte, wurde er am 20. Februar 1912 dorthin versetzt.
Während des Ersten Weltkriegs war Frankenberg u. a. als Oberst Generalstabschef des XII. (Königlich Sächsisches) Reserve-Korps. Für seine Leistungen während der Schlacht an der Somme wurde er am 30. August 1916 durch König Friedrich August III. mit dem Ritterkreuz des Militär-St.-Heinrichs-Ordens beliehen. Im August 1917 wurde von der Obersten Heeresleitung über den Balkan und Konstantinopel Verstärkungen in den Nahen Osten geschickt. Frankenberg führte unter den Generalen von Falkenhayn und Liman von Sanders das deutsche Asienkorps an der Palästinafront, um dort den englischen Vormarsch zu stoppen. Den Krieg beendete er als Generalmajor.
Werner von Frankenberg und Proschwitz wurde mit seiner Frau auf dem Invalidenfriedhof Berlin beigesetzt. Der Grabstein, dessen Originalinschrift nach 1945 verlorenging, wurde nach 2007 mit einer neuen Inschriftentafel versehen.

### Familie
Frankenberg war er seit 1905 mit Josephine Barthélemy (* 1879) verheiratet. Ihr gemeinsamer Sohn war Egbert von Frankenberg und Proschlitz.